# قطار نوفيت الخفيف

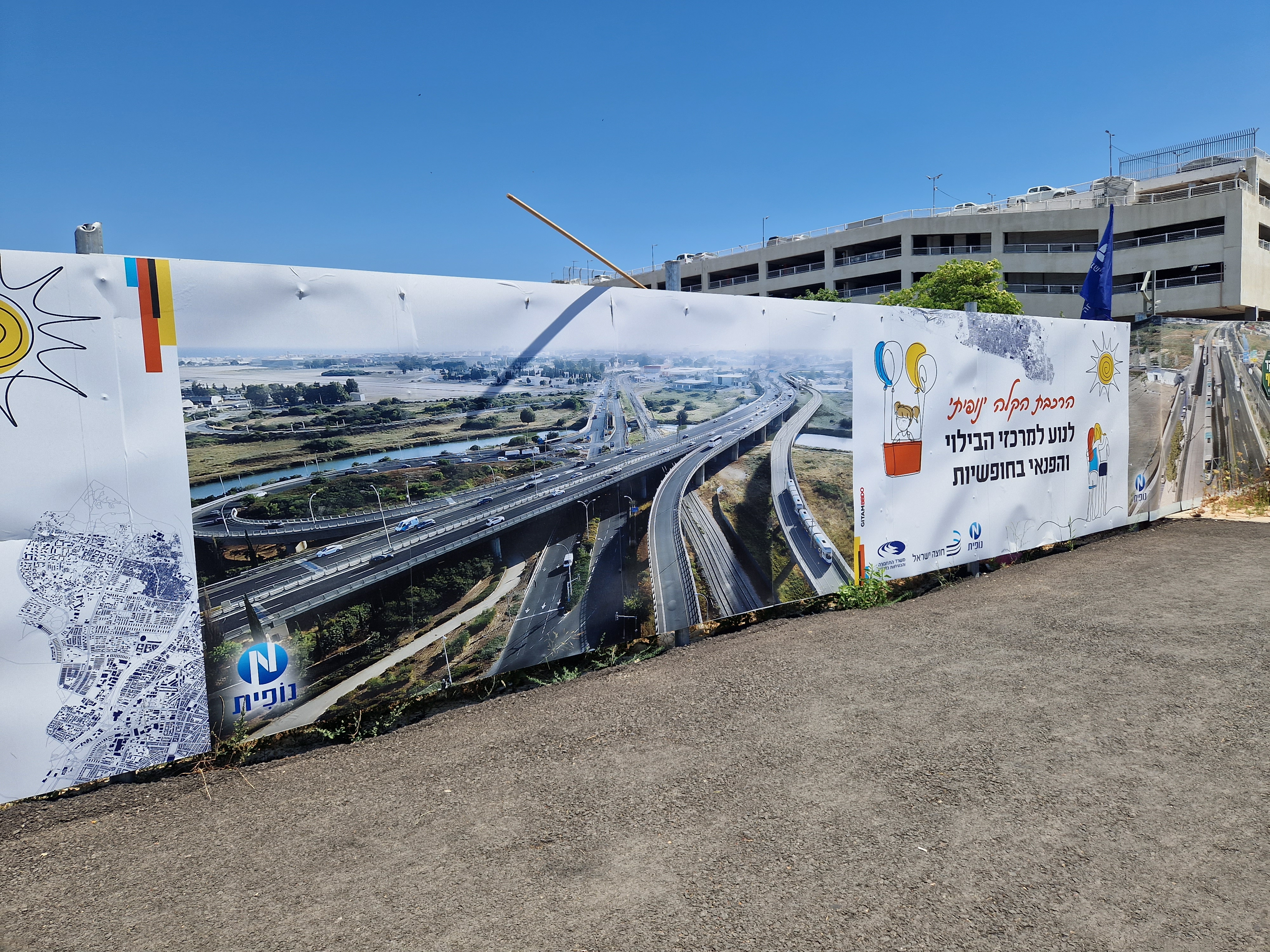
إعلان منشور في مركزيت همفراتس

قطار نوفيت الخفيف (بالعبرية: הרכבת הקלה נופית ، هركيڤيت هكلاه نوفيت) كما يُعرف أيضًا بالقطار الخفيف حيفا – الناصرة. هو مشروع قطار خفيف تحت الإنشاء سيربط بين مدينتي حيفا والناصرة، وسيعزز من إمكانية الوصول من منطقة الناصرة وضواحيها إلى خليج حيفا.